# غزال‌های جهنده
آهوهای جهنده یا غزال‌های جهنده (نام علمی: Antidorcas) یک سرده از شاخ‌درازان است که شامل گونه زنده غزال جهنده و چند گونه فسیلی است.  

## گونه‌ها
- غزال جهنده Antidorcas marsupialis
- † Antidorcas australis
- † Antidorcas bondi
- † Antidorcas recki